# Фридрих I фон Веттин
Фридрих I фон Веттин (нем. Friedrich I. von Wettin; ок. 960 — 5 января 1017) — граф Айленбурга, граф в гау Сиусули с 997, граф в Гассегау с 1009, бургграф Мейсена 1009—1015, второй сын графа в Гассегау Дитриха I от брака с Иммой.

## Биография
После смерти отца Фридрих получил замок Айленбург в гау Сиусули. Фридрих был верной опорой императоров Священной Римской империи при защите восточной границы империи от Польши и славян. После смерти графа Мерзебурга Биницо в 997 году император Оттон III передал Фридриху всю гау Сиусули. Родственник Фридриха, маркграф Мейсена, Мерзебурга и Цайца Ригдаг, доверял ему пост бургграфа Мейсенского замка, а в 1009 году император Генрих II уже от своего имени снова назначил Фридриха бургграфом Мейсенского замка. Пост бургграфа Фридрих занимал и в 1015 году, когда закончился польский поход императора.
В 70-е годы X века (в 975/978) Фридрих, возможно, был фогтом Магдебургского собора. А в 1012 году он входил в окружение епископа Магдебурга Вальтарда.
В начале XI века Фридрих совместно со старшим братом Деди управлял крепостью Цёрбиг.
После гибели в 1009 году Деди Фридрих получил его владения в северной Гассегау.
Фридрих умер в Айленбурге 5 января 1017 года. Поскольку сыновей у него не было, он завещал Айленбург племяннику Дитриху, указав в завещании, чтобы тот передал имущество трём дочерям Фридриха.

## Брак и дети
Имя жены Фридриха неизвестно. Согласно Титмару Мерзебургскому, у Фридриха было 3 неизвестных по имени дочери, которые были ещё живы в январе 1017 года. Однако больше о них ничего не известно.